# Elfriede Lohse-Wächtler

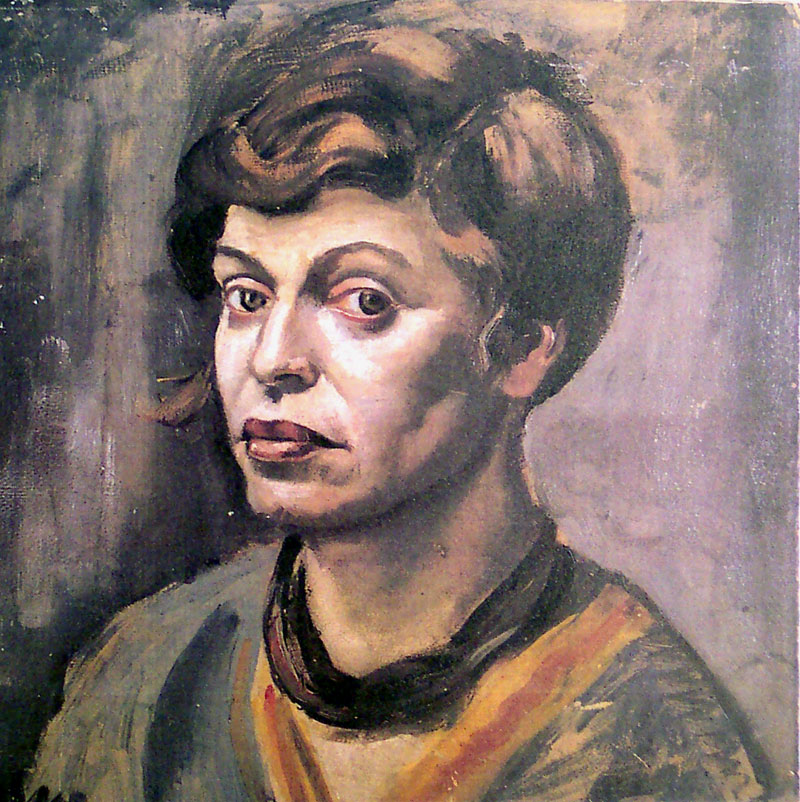
Autorretrato, hacia 1930, óleo sobre cartón, 43 x 45 cm

Elfriede Lohse-Wächtler (Dresde-Löbtau, 4 de diciembre de 1899 - Pirna, 31 de julio de 1940) fue una pintora vanguardista. Fue asesinada en el sanatorio de Pirna-Sonnenstein dentro del programa nacionalsocialista de eutanasia Aktion T4. Desde el año 2000 el monumento conmemorativo de Pirna-Sonnenstein acoge una exposición permanente en recuerdo de su asesinato, vida y obra. 

## Biografía
Elfriede Lohse-Wächtler nació en el seno de una familia burguesa, a la que no obstante abandonó a la temprana edad de 16 años. Desde 1915 hasta 1918 cursó estudios en la Real Escuela de Artes y Oficios de Dresde (inicialmente una escuela especializada en moda y, a partir de 1916, escuela de artes gráficas aplicadas). Entre 1916 y 1919 asistió además a cursos de pintura y dibujo en la Academia de Artes de Dresde. Entró en contacto con el denominado Grupo de Secesión de Dresde de 1919, y fue acogida en el círculo de Otto Dix, Otto Griebel y Conrad Felixmüller, con quien compartiría el estudio que éste poseía en el centro de Dresde. En un principio se ganó la vida realizando batiks, tarjetas postales e ilustraciones.

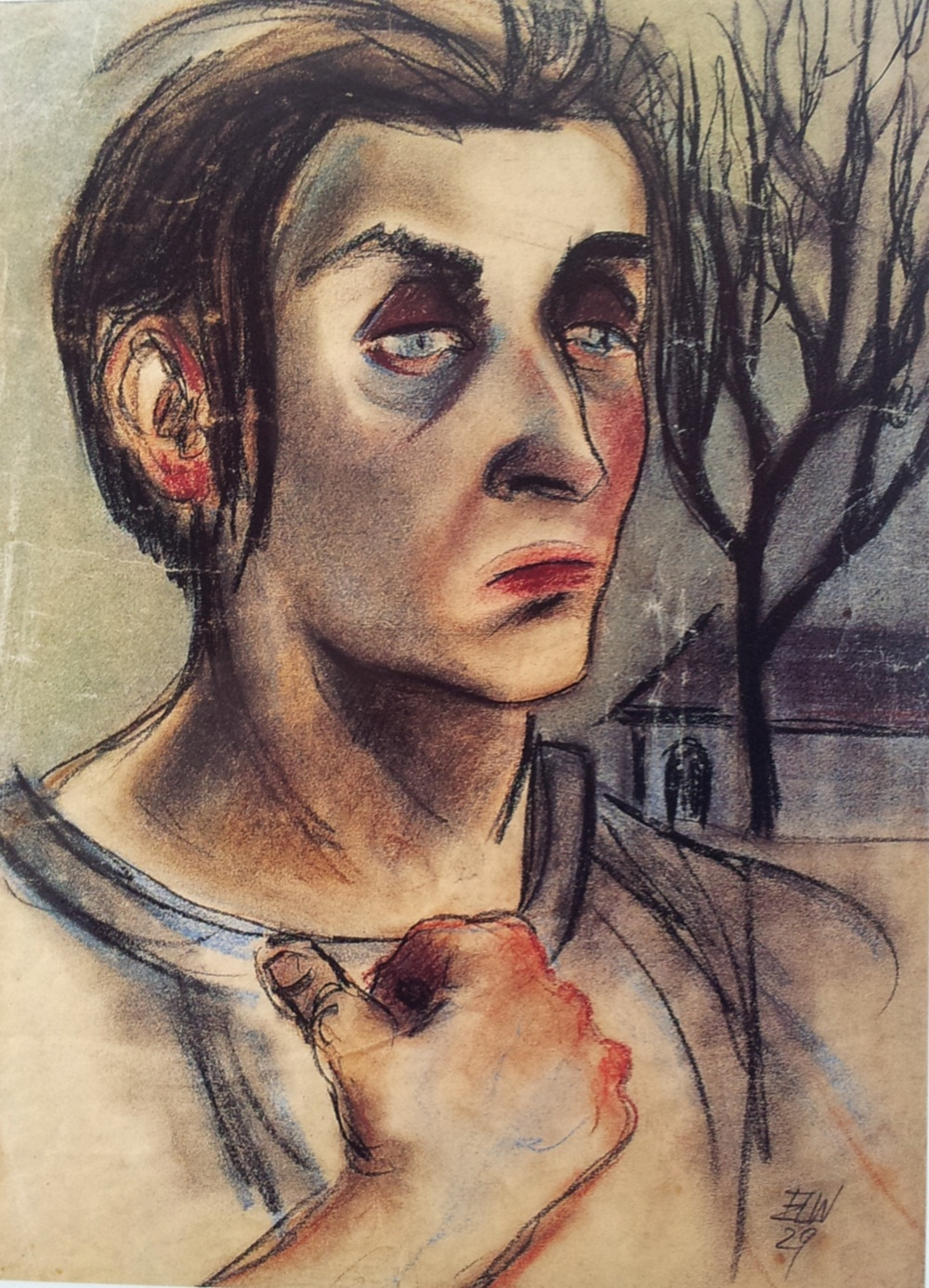
Una paciente. Mujer con paisaje., 1929.

En junio de 1921 contrajo matrimonio con el pintor y cantante de ópera Kurt Lohse, con quien se mudaría en 1922 a la ciudad de Görlitz y, en 1925, a Hamburgo. El matrimonio sufrió dificultades que provocaron que en el transcurso de los años siguientes la pareja se separase en repetidas ocasiones. En 1926 Elfriede Lohse-Wächtler ingresó en la Unión de Mujeres Artistas y Amigas del Arte de Hamburgo. En 1928 participó en algunas exposiciones del movimiento artístico conocido como Neue Sachlichkeit («Nueva Objetividad»).
En 1929 sufrió una crisis nerviosa a consecuencia de las dificultades económicas y sentimentales que atravesaba su vida, por lo que fue internada en el hospital estatal de Friedrichsberg (Hamburgo). Durante los dos meses que permaneció ingresada realizó los Friedrichsberger Köpfe («Retratos de Friedrichsberg»), un conjunto de unos 60 dibujos y pasteles, en su mayoría retratos de otros pacientes. Tras su recuperación y su separación definitiva de Kurt Lohse, la artista experimentó una etapa muy creativa en la que realizó numerosos cuadros del puerto de Hamburgo y de los entornos obreros y de prostitución de la ciudad, así como varios autorretratos que han sido calificados como «implacables». A pesar de su participación en algunas exposiciones, algunas ventas de su obra y pequeñas donaciones, Elfriede Lohse-Wächtler vivió en la pobreza más extrema.
A mediados de 1931 regresó a casa de sus padres en Dresde debido a problemas económicos y a un aislamiento cada vez mayor. En 1932, tras una nueva recaída de su condición psicológica, su padre decidió su ingreso en el sanatorio regional de Arnsdorf. Se le diagnosticó esquizofrenia. Desde 1932 a 1935 continuó su proceso de creación artística realizando retratos y trabajos de artesanía. Tras su divorcio con Kurt Lohse, en mayo de 1935, fue inhabilitada por padecer «una enfermedad mental incurable». 
Después de que se negase a dar su consentimiento para ser esterilizada, se le denegó la libertad para salir del sanatorio. En diciembre de 1935, bajo el programa de eugenesia nacionalsocialista, fue sometida a una esterilización forzada en la Clínica de Mujeres de Dresde. Esta intervención acabó definitivamente con su capacidad creativa. En 1940 fue deportada al sanatorio regional de Pirna-Sonnenstein y asesinada en el marco del programa nacionalsocialista de eutanasia Aktion T4.

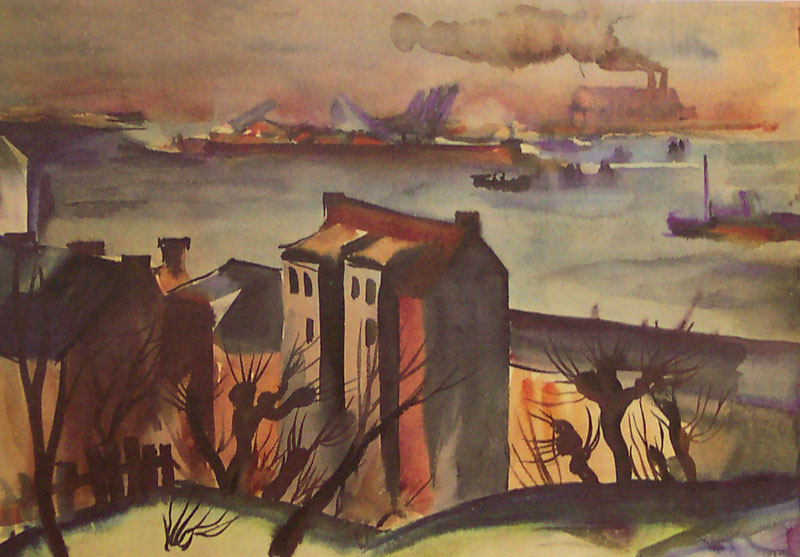
Vista sobre el puerto, hacia 1929, acuarela, 51 x 72,8 cm

## Obra
Su período de creación más fructífero coincidió con su residencia en Hamburgo. Entre 1927 y 1931 verían la luz algunas de sus obras más relevantes. Merecen gran atención los numerosos retratos y estudios de cuerpo entero de enfermos mentales que realizó durante su estancia en el hospital estatal de Friedrichsberg (1929) y en el sanatorio regional de Arnsdorf (entre 1932 y 1935). En 1937, como consecuencia de la acción nazi contra el «Arte Degenerado», serían confiscadas (y, presumiblemente, destruidas) nueve de sus obras de la Kunsthalle de Hamburgo y del Altonaer Museum. Una gran parte de los cuadros de Arnsdorf correría la misma suerte.

## Repercusión
La rehabilitación de su obra tuvo lugar en 1989 en Reinbek (Hamburgo), y en 1994 nació la fundación que lleva su nombre, Förderkreis Elfriede Lohse-Wächtler e.V. Con la edición en 1996 de la monografía Im Malstrom des Lebens versunken… Elfriede Lohse-Wächtler. 1899-1940. Leben und Werk de Georg Reinhardt, así como con una serie de exposiciones en Dresde, Hamburgo-Altona y Aschaffenburg, entre otras, comenzó una amplia aceptación de la obra artística de esta pintora, olvidada durante tanto tiempo. En 1999 se erigió una estela conmemorativa en el hospital de Arnsdorf y uno de los edificios del hospital fue bautizado con su nombre. En 2005 una de las calles de Pirna-Sonnenstein fue nombrada en su honor y, desde 2008, una calle en Arnsdorf y otra en los antiguos terrenos del hospital de Friedrichsberg llevan también su nombre. 

## Exposiciones
Se listan a continuación algunas de las exposiciones más importantes dedicadas en su integridad a  la obra de la artista a lo largo de los últimos veinte años. Un listado más completo puede hallarse en la versión alemana  de este artículo. 
- 1991 Castillo de Reinbek, Hamburgo.
- 1997 Galería Finckenstein, Dresde.
- 1999 Museo Municipal de Dresde, Museo de Hamburgo-Altona y Galería Municipal de Aschaffenburg.
- 2002 Galería Kunsthandel & Edition Fischer, Berlín.
- 2003 Museo Municipal de Pirna.
- 2004 Colección Prinzhorn, Heidelberg.
- 2005 Delegación del Estado Libre de Sajonia en Berlín.

En 2006 varias obras de la pintora fueron exhibidas en la Kunsthalle de Hamburgo durante la exposición «Mujeres artistas de la Vanguardia (II) en Hamburgo, 1890-1933». Entre las mismas fue expuesta Lissy, de 1931, la cual constituye una de las obras más famosas de Elfriede Lohse-Wächtler. Asimismo pudo volver a verse, después de cierto tiempo, la obra Die Blumenalte («La anciana de las flores»). Esta exposición estaba dedicada al papel representado por las mujeres en el movimiento artístico conocido como Hamburger Sezession («Movimiento de secesión de Hamburgo»).